# Anurida hammeri
Anurida hammeri är en urinsektsart som beskrevs av Christiansen 1952. Anurida hammeri ingår i släktet Anurida och familjen Neanuridae. Inga underarter finns listade i Catalogue of Life.